# Hradiště u Habří
Hradiště u Habří je zalesněný trachytový vrch s nadmořskou výškou 313,9 m, který se nachází v Českém středohoří asi sedm kilometrů jihozápadně od Ústí nad Labem a asi tři kilometry západně od Stadic. Na jižním úbočí se nachází přírodní rezervace Rač. Vrch je významným bodem geomorfologického okrsku Teplické středohoří, na jehož příkrých svazích lze pozorovat deskovou odlučnost horniny a deskovité sutě. Na vrchol ani do blízkosti chráněného území nevede žádná turisticky značená trasa.